# هنري شامب
هنري شامب هو صحفي كندي، ولد في 12 يوليو 1937 في براندون في كندا، وتوفي في 23 سبتمبر 2012 في واشنطن العاصمة في الولايات المتحدة.

## وصلات خارجية
- هنري شامب على موقع IMDb (الإنجليزية)